# Plèmia
 Plèmia (ucraïnès: Плем'я) és una pel·lícula dramàtica criminal ucraïnesa del 2014 escrita i dirigida per Miroslav Slaboixpitski. Protagonitzada per Hryhoriy Fesenko, Yana Novikova i Roza Babiy, la pel·lícula està ambientada en un internat per a estudiants adolescents sords, on un estudiós novell es veu abocat a un sistema institucional de crim organitzat que implica robatori i prostitució. Travessa una línia perillosa quan s'enamora d'una de les noies a qui li han assignat de proxeneta. La pel·lícula està totalment en llengua de signes ucraïnesa i va ser la primera pel·lícula ucraïnesa que es va estrenar a molts països del món.
Plèmia va guanyar el Gran Premi Nespresso, així com el Premi France 4 Visionary i el Premi Gan Foundation Support for Distribution a la Setmana de la Crítica al 67è Festival Internacional de Cinema de Canes.
Considerat el favorit per representar Ucraïna per al Oscar a la millor pel·lícula de parla no anglesa als Premis Oscar de 2014, hi va haver controvèrsia sobre un presumpte conflicte d'interessos durant el procés de votació després que es va triar el drama Povodyr.

## Argument
Un adolescent, Serhii, arriba a un internat per a sords. Allà intenta trobar el seu lloc en la jerarquia de la comunitat acadèmica, que funciona com una colla governada pel rei del grup. El seu equip participa en actes de violència, robatori, sexe i prostitució. Quan un dels nois que ajuda a proxenetar dues noies de l'escola rep aixafat per un camió, Serhii ocupa el seu lloc. S'enamora d'una de les noies, Anya, a qui embarassa. Serhii troba una bossa en un tren que roba, donant els diners a Anya per a un avortament improvisat. Un temps després, Serhii segueix un dels professors a casa, el deixa inconscient i el roba, donant la gran quantitat de diners a Anya i després violant-la. Un dels caps de banda es prepara per enviar les dues noies a Itàlia, però Serhii arruïna el passaport d'Anya i finalment és colpejat pel Rei i la seva banda. Més tard, en Serhii pren represàlies aixafant-los el cap amb les taules de nit mentre dormen.

## Repartiment
- Hryhoriy Fesenko com Serhii
- Yana Novikova com Anya
- Roza Babiy com a Svetka
- Oleksandr Dsiadevych com a Gera
- Ivan Tishko com a Makar
- Oleksandr Osadchyi com a rei
- Oleksandr Sydelnykov com a Shnyr
- Oleksandr Panivan com a professor de fusteria
- Kyrylo Koshek com a patrocinador
- Maryna Panivan com a Nora
- Tetiana Radchenko com a directora
- Liudmyla Rudenko com a professora d'història
- Yaroslav Biletskiy
- Sasha Rusakov
- Denys Hruba
- Dania Bykobiy
- Lenia Pisanenko

## Llançament
Plèmia fou estrenada al 67è Festival Internacional de Cinema de Canes el 21 de maig de 2014 a Canes, on es va estrenar a la secció paral·lela més antiga del festival, la Setmana de la Crítica, que va "espantar" a la crítica i al públic per igual,abans de la projecció al Festival Internacional de Cinema de Locarno com a projecció especial per al jurat el 12 d'agost, al Festival de Cinema de Sarajevo com a part de la secció Kinoscope el 19 d'agost, obrint el Festival Internacional de Cinema de Toronto el 9 de setembre com a part de la secció Discovery, el Festival de Cinema de Londres el 15 d'octubre, i el Festival Internacional de Cinema de Denver el 15 de novembre de 2014.

### Cursa cinematogràfica
Abans de la selecció de la Setmana de la Crítica de Cannes de Plèmia, Alpha Violet, amb seu a París, va agafar la pel·lícula.
El CEO d'Alpha Violet Virginie Devesa, va afirmar que era un avantatge tenir la peça abans de la selecció de Canes de la pel·lícula, ja que permetia a la companyia treballar amb els productors en el tràiler i altres materials promocionals, i ella va afirmar: "Quan vam veure la pel·lícula per primera vegada, va ser un "xoc" emocional tan fort que volíem compartir aquestes emocions i esperàvem que "Plèmia" fos a Canes."
El 26 de maig de 2014, es va anunciar que Alpha Violet s'encarregava de les vendes internacionals de Plèmia, a més de parlar amb els compradors potencials de la peça al 67è Festival Internacional de Cinema de Canes, l'interès per les ventes es va estimular per la seva recepció crítica. Jonathan Romney de The Guardian va qualificar la peça "el gran descobriment del festival d'enguany". Eric Kohn de IndieWIRE va parlar de la pel·lícula com "un assoliment cinematogràfic sense precedents". Wendy Ide de The Times li va donar cinc estrelles i va afegir: "Es necessita una pel·lícula com el drama ucraïnès 'Plèmia' per encapsular perfectament la veritable raó de ser del festival: descobrir i celebrar les pel·lícules més emocionants, atrevides i destacades fetes arreu del món." Karel Och del Festival Internacional de Cinema de Karlovy Vary la va descriure com "l'esdeveniment cinematogràfic de l'any". Devesa va afirmar que territoris com els Estats Units, el Regne Unit i Hong Kong actualment estan en negociació,afirmant: "Aquesta és la primera vegada que tinc aquesta experiència com a agent de vendes. Espero tornar-la a viure. La pel·lícula és tan radical, original, que potser t'hauries esperat aquests resultats, però mai no se sap." Més tard es va anunciar que UFO Distribution havia adquirit els drets per distribuir la pel·lícula a França, Mimosa Films d'Atsuko Murata va confirmar haver adquirit els drets de distribució al Japó de Plèmia, Amstel Film va recollir els drets de distribució als Països Baixos i els drets cinematogràfics a Dinamarca es va confirmar que havien estat adquirits per Ost For Paradis.
El 2 de juliol de 2014, Drafthouse Films va adquirir a Alpha Violet els drets de distribució de Plèmia als Estats Units, amb una estrena en cinemes prevista per al 2015. Després de l'adquisició, el director general de Drafthouse Films Tim League va valorar la peça i la va aplaudir afirmant que estava presenciant "alguna cosa realment especial". A més, va afegir: "Miroslav Slaboixpitski és un gran talent. Estic segur que ràpidament es convertirà en un director de renom mundial, i estic emocionat i orgullós de compartir el seu sorprenent primer llargmetratge amb Amèrica del Nord." A la notícia de l'adquisició el director Slaboixpitski va declarar: "Estic molt content que la meva pel·lícula s'estreni als Estats Units. Sempre he cregut en la universalitat del llenguatge de les pel·lícules i sempre he cregut que els diàlegs i els subtítols canvien la manera com els diferents públics perceben la pel·lícula als diferents països." El 6 de juliol de 2014, es va confirmar que MCF MegaCom havia comprat el dret de distribució als territoris de l'antiga Iugoslàvia, Art Fest havia obtingut els drets cinematogràfics de Bulgària, i Film Europe Media Co havien adquirit els drets de distribució de República Txeca i Eslovàquia. L'anunci que Bio Paradis també havia adquirit el dret a Islàndia va suposar la primera vegada que Alpha Violet mai havia venut directament al territori islandès. S'ha confirmat que Alpha Violet està en negociacions per a la recollida dels territoris del Regne Unit, Escandinàvia i Llatinoamèrica.
El 28 d'octubre de 2014, Metrodome Group havia anunciat que havia adquirit els drets al Regne Unit de la pel·lícula de Slaboixpitski, amb una data d'estrena prevista per al 2015. Giles Edwards, cap d'adquisicions de Metrodome, va comentar sobre l'adquisició: "Audaç, intransigent i formalment impressionant, la destrossadora obra mestra de Miroslav Slaboixpitski porta l'esclatant saturnàlia de la pel·lícula de crims salvatges i la transposa a un paisatge inquietant i singularment inoblidable".El mateix conclou: "Anuncia l'arribada del nou talent cinematogràfic més sorprenent dels últims anys."

### Mitjans domèstics
Drafthouse Films ha anunciat que planeja estrenar Plèmia en cinemes selectes d’Amèrica del Nord el 2015, així com també en una varietat de plataformes de VOD i Formats digital, DVD i Blu-ray. Additionally it was announced that the deal was negotiated by Alpha Violet's Virginie Devesa and Keiko Funato, and Drafthouse Films's James Emanuel Shapiro and Tim League.

### Llistes Top Ten
La pel·lícula va aparèixer a les llistes de diversos crítics de les deu millors pel·lícules del 2014.
| Rang | Crític            | Publicació    | Observacions |
| ---- | ----------------- | ------------- | --- |
| 1    | Jonathan Romney   | Film Comment  | "Serena, brutal i totalment sui generis, aquesta va ser una d'aquelles pel·lícules rares en què un director segueix un tema fins als seus límits lògics fent-nos tornar a avaluar els nostres hàbits de veure i escoltar en el procés." |
| 7    | James Quandt      | Artforum      | |
| 7    | Drew McWeeny      | HitFix        | "És una elaboració cinematogràfica notable, més enllà de l'ús del so, i presenta un dels finals més apocalíptics de l'any." |
| 8    | Jonathan Romney   | Sight & Sound | "Ambientada en una escola per a adolescents sords, reimagina el llenguatge de la vista i el so (o l'absència de so) al cinema amb un efecte sorprenentment original; mireu i escolteu d'una manera totalment fresca i desconeguda."     |
| 10   | Staff of Cine-Vue | Cine-Vue      | "El cinema no deixa de sorprendre, i el debut de Slaboshpitsky és una pel·lícula que et deixarà literalment sense paraules." |

## Recepció
Plèmia va rebre el reconeixement de la crítica, el públic i en festivals d'arreu del món. L'agregador de ressenyes de pel·lícules Rotten Tomatoes informa d'una puntuació del 88%, basada en 132 crítiques amb una puntuació mitjana de 7,66/10, i amb el consens "Un drama desolador i inquietant el diàleg sense paraules, Plèmia és una versió atrevida i innovadora del cinema mut per a un públic contemporani." Metacritic, un altre agregador de ressenyes, va assignar a la pel·lícula una puntuació mitjana ponderada de 78 (sobre 100) basat en 27 ressenyes de crítics principals.
Peter Bradshaw de The Guardian va anotar la peça quatre de cinc i va escriure: "No puc deixar de pensar-hi". tot elogiant també la capacitat de Slaboixpitski de "[respirar] a Samuel Beckett o Peter Brook per crear un llenguatge universal d'ansietat", mentre conclou el sentiment, "Quina pel·lícula més intrigant". Leslie Felperin de The Hollywood Reporter va elogiar la peça, afirmant: "L'ús del llenguatge de signes, la sordesa i el silenci en si afegeixen diversos nous ingredients embriagadors al material base, creant alquímicament quelcom ric, estrany i molt original". També va admirar la cinematografia de Vasyanovych amb "steadicam suau i sedós". A més de comparar el llenguatge dels gestos i la postura corporal com a "similar a veure un ballet com Coppélia o El Trencanous".
Justin Chang de Variety va anunciar la pel·lícula i el seu director, Miroslav Slaboixpitski, afirmant: "Les accions, les emocions i els impulsos desesperats parlen molt més que les paraules a Plèmia, un cop de cinema formalment audaç que marca un impressionant debut com a guionista i direcció del cineasta ucraïnès [Slaboixpitski]". Chang va ser molt lloable per la cinematografia de Vasyanovych, el disseny de so de Stepanskiy com "vívids detalls" i va descriure els dissenys de producció d'Odudenko com "passadissos amb poca il·luminació i exteriors escampats de grafitis". També va admirar el "foc i la vulnerabilitat" de Novikova com Anya.
Jonathan Romney de Film Comment va concedir a la peça un gran reconeixement: "[…] va ser una emoció descobrir una cosa tan atrevida, innovadora i francament capriciosa", i va afegir que va ser "un magnífic exemple de cinema de llarga durada", i titllant-la de "una pel·lícula sorprenent". Va continuar elogiant l'esforç arriscat de Slaboixpitski, al qual "segueix amb intrepidesa i rigor absolut", així com el "composicions precises" de Vasyanovych. Romney afegeix a més: "Plèmia, en resum, va ser la pel·lícula més sorprenent, inventiva i, en molts aspectes, més inquietant que he vist a Canes aquest any." Més tard va nomenar la pel·lícula entre les millors pel·lícules del 2014.
Eric Kohn d’indieWIRE va donar a la pel·lícula una qualificació "A-", i va afegir: "Tot i que els detalls segueixen sent incerts, mai és especialment difícil mantenir-se al dia amb el ritme de la pel·lícula, ja que les seves accions parlen prou clarament... - i de vegades afegeixen molta més expressivitat de la que qualsevol intercanvi verbal podria proporcionar". Lloant l'ús de l'enfocament steadicam per Slaboixpitski i Vasyanovych, "captant els intercanvis dels actors en la seva totalitat"; i Slaboixpitski com "desenvolupant brillantment un nucli de suspens a través dels misteris de les seves converses". Admirava els "moviments corporals" i els "detalls precisos" de Grigory Fesenko mitjançant gestos.
Fred Topel va escriure, a la seva ressenya per a CraveOnline, "La peça de resistència és un tema tabú que es desenvolupa en una única presa elaborada. Va ser tan esgarrifós que hauria aplaudit si no hagués estat completament inadequat per al tema per fer-ho". Topel va elogiar el repartiment com a "format per actors no, però no ho sospitaries" i va afegir: "Estan plens de vida i energia"
Jessica Kiang de The Playlist va donar a la pel·lícula una qualificació "A−" i va escriure: "Pot semblar senzill, però és la veritat literal: "Plèmia" ens va deixar bocabadats."
Greg Klymkiw d’Electric Sheep Magazine va concedir a la pel·lícula una puntuació de cinc sobre cinc, afirmant "Un reflex dramàtic trist, impactant i innegablement esgarrifós d'Ucraïna amb la lent verídica d'un estil estilístic. tractament documental (de vegades similar al de l'autor austríac Ulrich Seidl)". Continua elogiant que: "Els elements visuals i les accions són els que impulsen la pel·lícula i, en última instància, demostren ser molt més poderosos que les paraules mai podrien ser." Luke Y. Thompson Luke Y. Thompson de Topless Robot va valorar molt positivament la pel·lícula, declarant: "Irresistible, molest, brutal i brillant, Plèmia és una de les millors obres de cinema de l'any: una plantilla familiar recreada. en el que, per a la majoria, serà un món completament nou". També va afegir: "[…] aquesta és una pel·lícula que s'hauria d'utilitzar a escoles de cinema com a classe magistral sobre com el cinema és un mitjà visual."

## Reconeixements
| Premis                                          | Premis                   | Premis                                                    | Premis | Premis    |
| Premi                                           | Data de cerimònia        | Categoria                                                 | Receptors i nominats | Resultat  |
| ----------------------------------------------- | ------------------------ | --------------------------------------------------------- | --- | --------- |
| Art Film Fest                                   | 29 de juny de 2014       | Premi de l’alcalde de la ciutat de Trencin                | Miroslav Slaboixpitski | Guanyador |
| American Film Institute Festival                | 13 de novembre de 2014   | Premi Especial del Jurat VIZIO Visionary                  | Miroslav Slaboixpitski | Guanyador |
| Festival Internacional de Cinema de Canes       | 22 de maig de 2014       | Nespresso Grand Prize                                     | Miroslav Slaboixpitski | Guanyador |
| Festival Internacional de Cinema de Canes       | 22 de maig de 2014       | Premi France 4 Visionary                                  | Miroslav Slaboixpitski | Guanyador |
| Festival Internacional de Cinema de Canes       | 22 de maig de 2014       | Premi Gan Foundation Support for Distribution             | Miroslav Slaboixpitski | Guanyador |
| Festival Internacional de Cinema de Canes       | 22 de maig de 2014       | Caméra d'Or                                               | Miroslav Slaboixpitski | Nominat   |
| Festival de Cinema de Cork                      | 27 d’octubre de 2014     | Premi Spirit of the Festival                              | Miroslav Slaboixpitski | Guanyador |
| Crested Butte Film Festival                     | 28 de setembre de 2015   | Primera actuació destacada en un llargmetratge            | Yana Novikova | Guanyador |
| Festival de Cinema de Denver                    | 14 de novembre 2014      | Premi Krzysztof Kieślowski a la millor pel·lícula europea | Miroslav Slaboixpitski | Guanyador |
| Premis del Cinema Europeu                       | 13 de desembre de 2014   | Premi FIPRESCI                                            | Miroslav Slaboixpitski | Guanyador |
| Fantastic Fest                                  | 18 de setembre 2014      | Premi Next Wave Award al millor director                  | Miroslav Slaboixpitski | Guanyador |
| Film Fest Gent                                  | 13 d’octubre de 2014     | Premi Explore                                             | | Guanyador |
| Kinoshock International Film Festival           | \|21 de serembre de 2014 | Millor director                                           | Miroslav Slaboixpitski | Guanyador |
| Listapad Film Festival                          | 7 de novembre de 2014    | Grand Prix                                                | Miroslav Slaboixpitski | Guanyador |
| Listapad Film Festival                          | 7 de novembre de 2014    | Premi d’Argent                                            | Miroslav Slaboixpitski | Guanyador |
| Festival de Cinema de Londres                   | 18 d’octubre 2014        | Premi Sutherland                                          | Miroslav Slaboixpitski | Guanyador |
| Festival de Cinema de Londres                   | 18 d’octubre 2014        | Premi del Jove Jurat                                      | Miroslav Slaboixpitski | Guanyador |
| Manaki Brothers Film Festival                   | 13 de serembre de 2014   | Golden Camera 300                                         | Valentyn Vasyanovych | Guanyador |
| Festival de Cinema de Milà                      | 4 de setembre de 2014    | Premi a la millro pel·lícula                              | Miroslav Slaboixpitski | Guanyador |
| Festival Internacional de Cinema de Milwaukee   | 29 de setembre de 2014   | Premi de Competició Herzfeld                              | Miroslav Slaboixpitski | Guanyador |
| Festival de Cinema de Motovun                   | 31 de juliol de 2014     | Propeller                                                 | Miroslav Slaboixpitski | Guanyador |
| National Board of Review Awards 2015            | 5 de gener de 2016       | Top 5 Pel·lícules en llengua estrangera                   | Plèmia | Guanyador |
| Online Film Critics Society                     | 15 de desembre de 2014   | Best Non-U.S. Release (non-competitive category)          | Plèmia ('71, 10,000 km, Entre Nos, Han Gong-ju, Trudno byt' bogom, The Look of Silence, La sal de la terra, El que fem a les ombres i Timbuktu) | Guanyador |
| Festival de Cinema de Palić                     | 19 de juliol de 2014     | Grand Prix a la millor pel·lícula                         | Miroslav Slaboixpitski | Guanyador |
| Festival de Cinema de Filadèlfia                | 16 d’octubre de 2014     | Premi Archie a la millor primera pel·lícula               | Miroslav Slaboixpitski | Guanyador |
| REC Tarragona International Film Festival       | 3 de desembre de 2014    | Premi Opera Prima                                         | Miroslav Slaboixpitski | Guanyador |
| Mostra Internacional de Cinema de São Paulo     | 16 d’octubre de 2014     | Millor guió                                               | Miroslav Slaboixpitski | Guanyador |
| Festival de Sitges                              | 3 d'octubre de 2014      | Premi Experimenta                                         | Miroslav Slaboixpitski | Guanyador |
| Festival Internacional de Cinema Tarkovsky      | 11 de juny de 2014       | Grand Prix                                                | Miroslav Slaboixpitski | Guanyador |
| Festival de Cinema de Tbilisi                   | 1 de desembre de 2014    | Prometeu d'Or a la millor pel·lícula                      | Miroslav Slaboixpitski | Guanyador |
| Festival de Cinema de Tbilisi                   | 1 de desembre de 2014    | Premi Sergej Parajanov a la millor visió poètica          | Miroslav Slaboixpitski | Guanyador |
| Festival Internacional de Cinema de Tessalònica | 9 de novembre 2014       | Millor director                                           | Miroslav Slaboixpitski | Guanyador |
| TOFIFEST International Film Festival            | 18 d'octubre de 2014     | Angel Daurat                                              | Miroslav Slaboixpitski | Guanyador |
| Festival Internacional de Cinema d'Erevan       | 20 de juliol de 2014     | Golden Apricot                                            | Miroslav Slaboixpitski | Guanyador |
| Festival Internacional de Cinema d'Erevan       | 20 de juliol de 2014     | Premi del Jurat FIPRESCI                                  | Miroslav Slaboixpitski | Guanyador |
| Festival Internacional de Cinema de Varsòvia    | 10 d’octubre 2014        | Premi Competition 1-2                                     | Miroslav Slaboixpitski | Nominat   |